# 梶田広成
梶田広成（かじたひろなり、生年不明-1710年2月17日〈宝永7年2月1日〉）は江戸時代の尾張藩士。

## 概要
父は織田秀信の家来だった飯沼勘平。父の死後、尾張藩士の梶田繁成の養子となり、梶田を名乗る。子には梶田紀雄がいる。